# Iryna Amsjennikova
Iryna Vitalijivna Amsjennikova (Oekraïens: Ірина Віталіївна Амшеннікова ) (Komsomolsk, 19 mei 1986) is een Oekraïens topzwemster.
Bij de EK kortebaan 2005 in Triëst wist Amsjennikova beslag te leggen op de Europese titel op de 200 meter rugslag. Haar tijd van 2.05,12 was genoeg om de concurrenten Louise Ørnstedt en Annika Liebs voor te blijven.